# Cordillère Cantabrique
Pour les articles homonymes, voir Cantabrique.
 (mars 2017).
Si vous disposez d'ouvrages ou d'articles de référence ou si vous connaissez des sites web de qualité traitant du thème abordé ici, merci de compléter l'article en donnant les références utiles à sa vérifiabilité et en les liant à la section « Notes et références ».

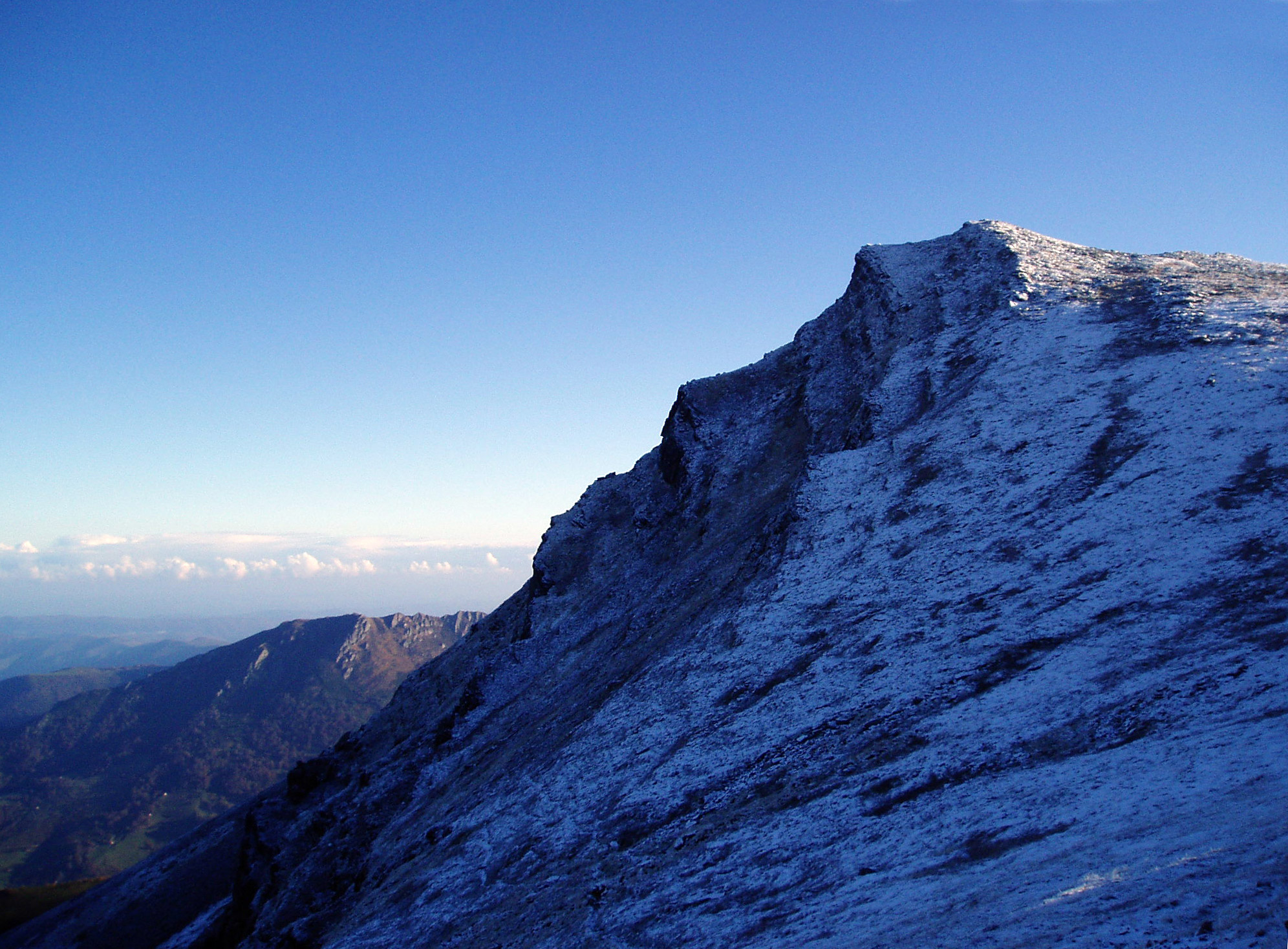
Alto Campoo.

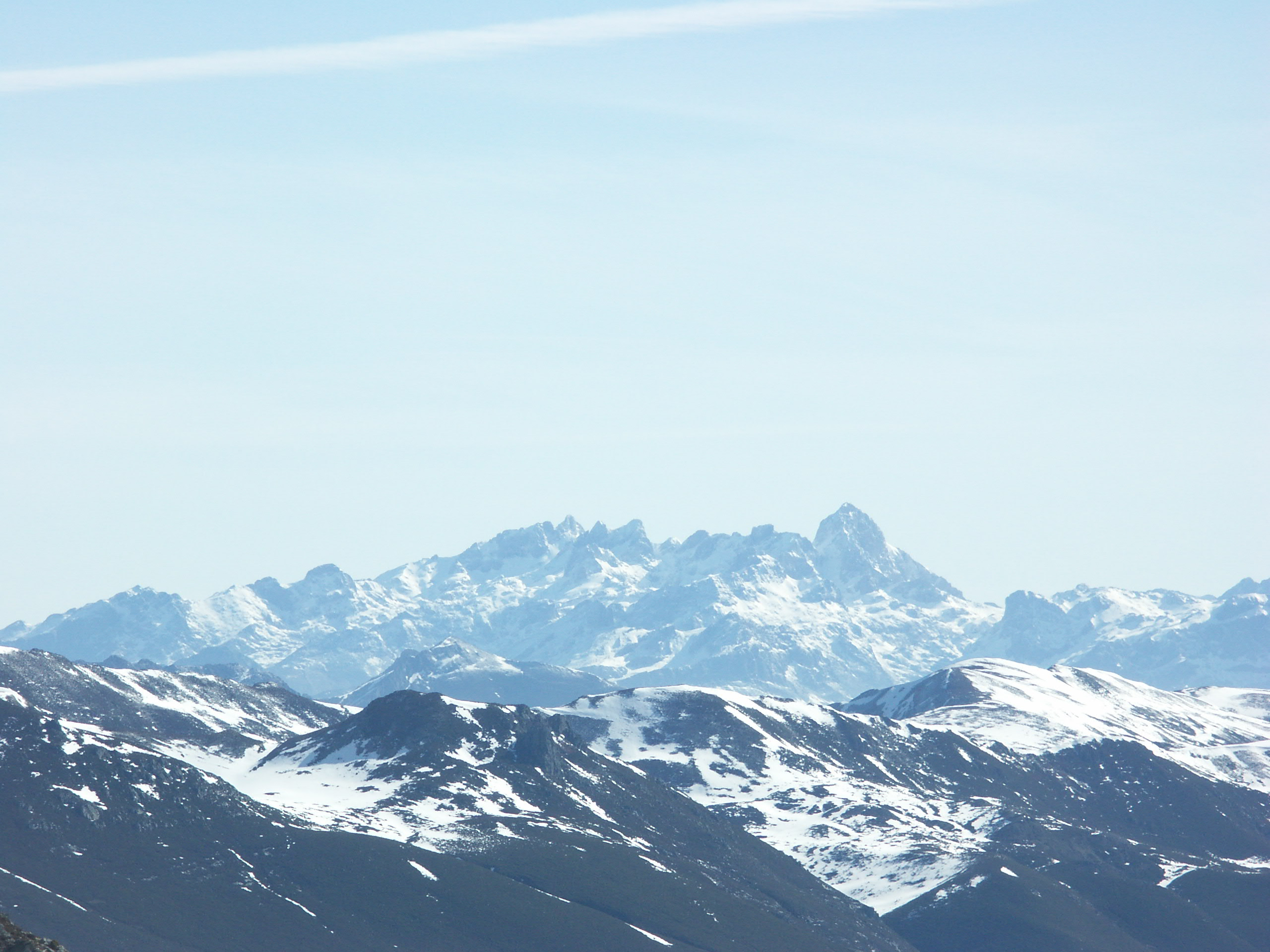
Vue sur les pics d'Europe qui constituent la partie centrale de la cordillère Cantabrique.

La cordillère Cantabrique ou monts Cantabriques est un système montagneux du Nord de l'Espagne.

## Géographie

### Situation
La cordillère longe le golfe de Gascogne. Elle s'étend sur 480 km dans la continuité montagneuse des Pyrénées, depuis le Pays basque à l'est jusqu'aux pics d'Europe et aux massifs galiciens à l'ouest. Elle se situe dans les communautés autonomes du Pays basque, de Cantabrie, des Asturies, de Castille-et-León et de Galice.

### Relief
Le plus haut sommet de cette chaîne montagneuse est le Torre de Cerredo, dans le massif des pics d'Europe, avec une altitude de 2 649 mètres. Ils abritent aussi la profonde cavité du système du Trave, le deuxième aven d'Espagne.
Le Pico Tres Mares (2 175 m ; littéralement pic des Trois Mers) situé en Cantabrie est ainsi désigné parce qu'il est le point de concours des lignes de séparation des eaux ; de ses trois versants, les cours d’eau vont :
- au nord, vers le golfe de Gascogne (Mar Cantabrico) ;
- au sud-est, vers la mer Méditerranée ;
- au sud-ouest, vers l'océan Atlantique (en passant par le Portugal).

La structure de la cordillère, globalement linéaire, laisse apparaître trois ensembles :
- à l'est, les Montagnes basques forment un alignement de petits massifs isolés ne dépassant guère 1 500 mètres d'altitude et séparés par des cols peu élevés (600 mètres pour les plus bas) ;
- à l'ouest et au sud, les chaînons asturo-léonais poursuivent le grand arc ibérique tout en se fondant insensiblement dans l'orographie cantabrique linéaire (la jonction s'opérant entre le massif du Castro Valnera et celui de Tres Mares). Le point culminant de cet ensemble est la Pena Prieta (2 526 m). La plupart des cols dépassent 1 000 mètres ;
- au centre nord, légèrement désaxé par rapport à la ligne de crête séparant les eaux cantabriques de celles se déversant dans le Douro, les pics d'Europe et la sierra de Cuera constituent leur propre ensemble, caractérisé par la vigueur des reliefs (aiguilles, canyons, dédales karstiques).

### Géologie

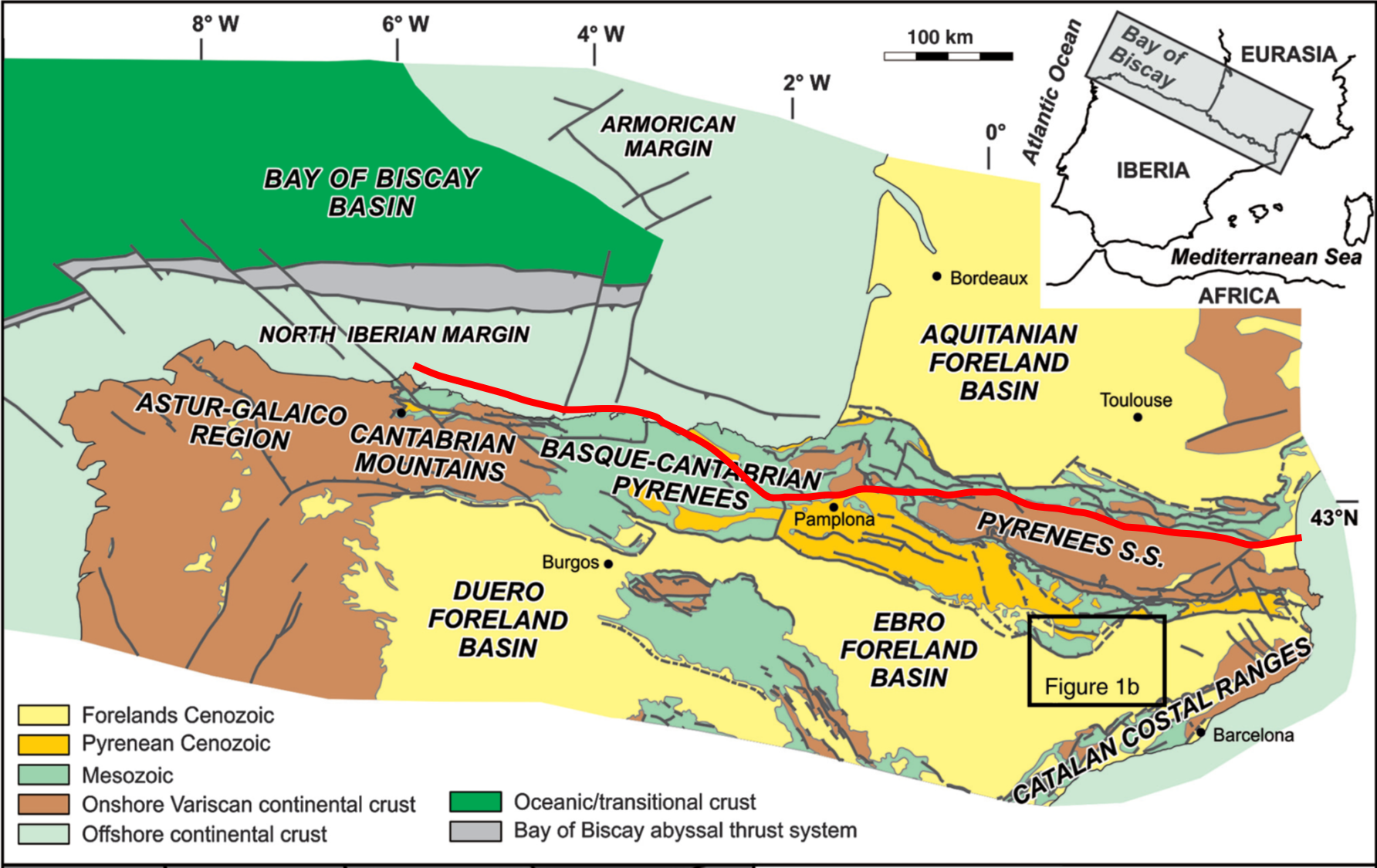
La faille nord-pyrénéenne (tracé rouge) est une faille transformante liée à l'ouverture du golfe de Gascogne.

La morphologie de ces monts est influencée par l'orogenèse varisque. La cordillère Cantabrique est associée au bassin basco-cantabrique qui s'est formé au Crétacé inférieur durant les étapes du rifting et de l'ouverture du golfe de Gascogne. La zone basco-cantabrique et le Massif armoricain constituent les deux épaulements du rift du Golfe de Gascogne. Le bassin transtensif enregistre une subsidence active avant de connaître une inversion au tertiaire résultant d'une compression nord-sud liée à l'orogenèse pyrénéenne.

### Climat
La cordillère représente la limite sud de la dénommée España húmeda o verde (Espagne humide ou verte) (voir climat cantabrique).
Les perturbations océaniques en provenance du nord-ouest et du nord, sont particulièrement actives en raison de l'extrême proximité entre la mer et la montagne. Elles déclinent rapidement en versant sud (effet de foehn).
Inversement, les perturbations de sud-ouest à ouest, altérées lors de leur traversée partielle de la péninsule Ibérique, se réactivent sur les versants cantabriques méridionaux et déclinent en versant nord.
Le versant nord est cependant plus humide et verdoyant (cumuls pluviométriques dépassant 2 000 mm/an dans les pics d'Europe), tandis que le versant sud tend vers un caractère continental et méditerranéen.

### Faune et flore
En montagne, le hêtre et localement le sapin dominent sur l'humide bassin-versant nord, tandis que les chênes et les pins se partagent le versant sud, nettement plus ensoleillé et sec.

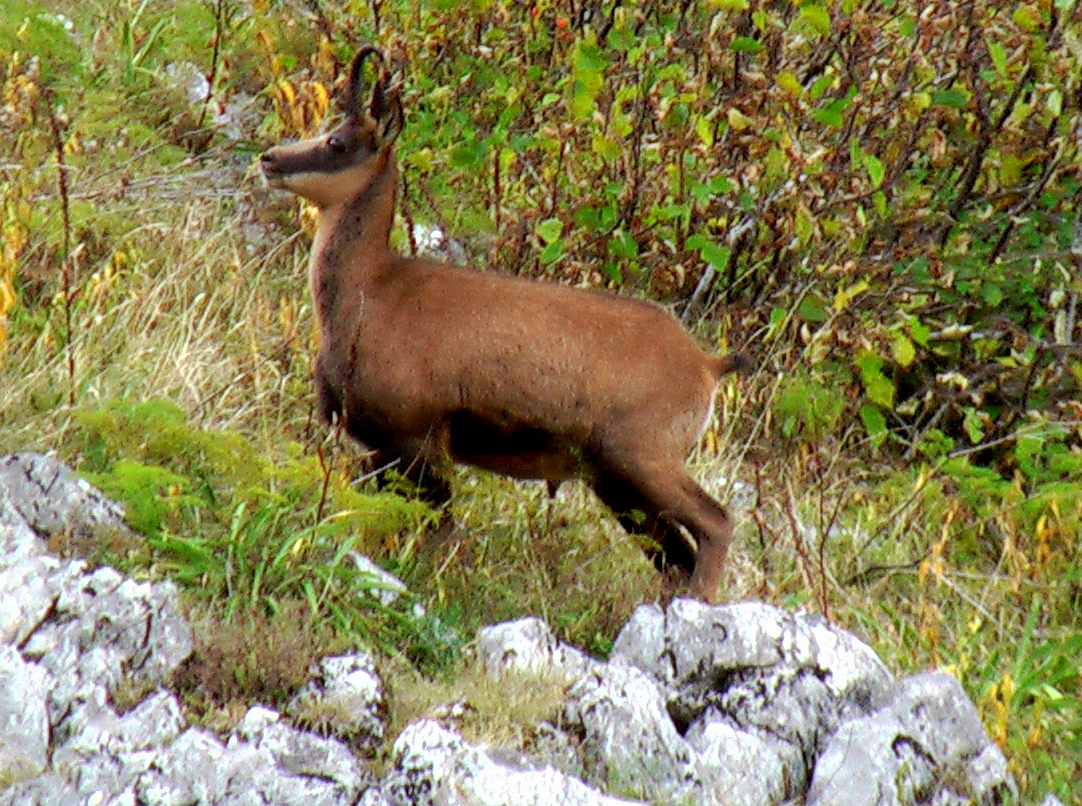
Isard cantabrique.

L'ouest abrite de vastes massifs faiblement boisés mais couverts d'une végétation buissonneuse uniforme (genêts) ou d'une forêt clairsemée jeune (bouleaux) qui indiquent à la fois l'intense pastoralisme d'autrefois et la brutalité de la déprise agricole dans ces régions. Ici, le paysage porte les traces de l'histoire : guerre civile, franquisme, exode rural.
Les espèces emblématiques de la cordillère Cantabrique sont le desman, le chat sauvage, l'isard cantabrique et le loup ibérique pour les mammifères. À la fin du XXe siècle a été réintroduit le bouquetin ibérique.
Chez les oiseaux, le coq de bruyère, l'aigle royal et le vautour fauve sont parmi les plus imposants. Dans cette région, une population d'environ deux cent cinquante ours cohabite avec les hommes. Pour ce dernier, la coexistence pacifique des ours dans cette région est un atout touristique. Depuis le braconnage pratiqué dans les années 1980, l'Espagne a mis en place une politique volontariste de protection des ours à l'aide d'associations actives.

## Traversée pédestre
En direction de Saint-Jacques-de-Compostelle, le marcheur peut emprunter le chemin côtier au nord, ou celui des plaines, au sud. Entre les deux s'offre la « troisième voie » des montagnes, au fil des crêtes et des vallées… Dans la continuité de la traversée des Pyrénées, la cordillère Cantabrique commence dans la relative douceur des montagnes basques, met à l'épreuve dans les pics d'Europe et les austères massifs occidentaux avant de s'apaiser à l'approche de Saint-Jacques[réf. souhaitée].

## Référence
- (es) Cet article est partiellement ou en totalité issu de l’article de Wikipédia en espagnol intitulé « Cordillera Cantábrica » (voir la liste des auteurs).

1. ↑  (en) Patricia Cadenas, Gianreto Manatschal, Gabriela Fernández-Viejo, « Unravelling the architecture and evolution of the inverted multi-stage North Iberian-Bay of Biscay rift », Gondwana Research, vol. 88,‎ décembre 2020, p. 67-87 (DOI 10.1016/j.gr.2020.06.026).
2. ↑  (es) « Cabra montés: reintroducción en la Cordillera Cantabrica. »